# Howard DGA-15
Dimensions
Le Howard DGA-15 est un avion léger de transport des années 1930 et 1940. Il est utilisé par l'USAAF comme avion militaire sous la désignation UC-70.